# Nyomás!
A Nyomás! (eredeti címe: Go) 1999-es amerikai bűnügyi filmvígjáték Doug Liman rendezésében. A film írója John August, a főszerepben pedig William Fichtner, Katie Holmes, Jay Mohr, Sarah Polley és Scott Wolf látható. További szereplők: Taye Diggs, Breckin Meyer, Timothy Olyphant, Desmond Askew, Jane Krakowski, J. E. Freeman és Melissa McCarthy (első filmszerepében).

## Rövid történet
Három szupermarketben dolgozó személy pont karácsony előtt drogkereskedelembe keveredik, és most ki kell kerülniük ebből a helyzetből, mielőtt az egész életüket tönkreteszi.

## Szereplők
| Karakter                 | Színész          | Magyar hang      |
| ------------------------ | ---------------- | ---------------- |
| Claire Montgomery        | Katie Holmes     | Zsigmond Tamara  |
| Ronna Martin             | Sarah Polley     | Létay Dóra       |
| Simon Baines             | Desmond Askew    | Takátsy Péter    |
| Mannie                   | Nathan Bexton    | Dévai Balázs     |
| Adam                     | Scott Wolf       | Minárovits Péter |
| Zack                     | Jay Mohr         | Simonyi Balázs   |
| Todd Gaines              | Timothy Olyphant | Csőre Gábor      |
| Burke                    | William Fichtner | Forgács Péter    |
| Marcus                   | Taye Diggs       | Welker Gábor     |
| Tiny                     | Breckin Meyer    | Rácz Attila      |
| Singh                    | James Duval      | Tzafetás Roland  |
| Victor, Jr.              | Jimmy Shubert    | Zágoni Zsolt     |
| Victor, Sr.              | J.E. Freeman     | Pálfai Péter     |
| Loop                     | Jay Paulson      |                  |
| Irene                    | Jane Krakowski   | Incze Ildikó     |
| Sandra                   | Melissa McCarthy | Bognár Gyöngyvér |
| Önmaga (archív felvétel) | Telly Savalas    | Pataki Imre      |

## Fogadtatás
A film pozitív kritikákat kapott. A Rotten Tomatoes honlapján 91%-ot ért el 74 kritika alapján, és 7.6 pontot szerzett a tízből. A Metacritic oldalán 72 pontot szerzett a százból, 29 kritika alapján. A pénztáraknál 28.5 millió dolláros bevételt hozott. Az Egyesült Királyságban 1999. szeptember 3-án mutatták be, ott a hatodik helyre került a bevétel alapján.
A filmet formátuma miatt a Ponyvaregény-imitátorok kategóriájába sorolják. Leonard Maltin így jellemezte a filmet: a "Nyomás! az ifjú Ponyvaregény".
Ugyanakkor a műfaj legtöbb filmjével ellentétben a Nyomás! pozitív kritikákat kapott. Roger Ebert "szórakoztató és agyas fekete komédiának" nevezte, illetve dicsérte Polley és Fichtner alakításait.
Janet Maslin, a The New York Times kritikusa dicsérte Olyphant és Fichtner alakításait, illetve a film energiáját és Liman rendezését.